# Rybník (okres Levice)
Rybník je obec na Slovensku v okrese Levice v Nitranském kraji. Žije v něm přibližně 1 400 obyvatel. Leží na přelomu jihozápadního okraje Štiavnických vrchů a nivy řeky Hron, v blízkosti výrazného útvaru zvaného Slovenská brána.

## Historie
První písemná zmínka pochází z roku 1075, kdy byla obec uvedena pod názvem Scelleus. Z roku 1720 pochází pečeť s vinařským motivem. V roce 1781 získala obec výsadu zeměpanského městečka – trhové právo.

## Pamětihodnosti
- Římskokatolický kostel Nejsvětější Trojice, jednolodní klasicistní stavba z let 1767–1771 se segmentovým ukončením presbytáře a věží tvořící součást její hmoty. Stojí na místě starší gotické stavby. Interiér je zaklenut pruskou klenbou. Nachází se zde mramorový rokokový oltář z roku 1805. Oltářní obraz z roku 1890 je dílem Eduarda Töröka z Vácu. Boční oltáře jsou pozdně barokní z roku 1772. Z tohoto období pochází i křtitelnice. Kazatelna je rokoková. Varhany jsou jednomanuálové od firmy Rieger Krnov z roku 1927. Kostel má hladké fasády, okna jsou segmentově ukončena. Věž je členěna pilastry, ukončena je terčíkovou římsou s hodinami a jehlancovou helmicí. Hodiny jsou z roku 1928, pocházejí od známého hodinářského mistra Massányho z Nitry.[3]
- Zámeček, dvoupodlažní bloková stavba s valbovou střechou z roku 1750. Zámeček začátkem 19. století sloužil jako letohrádek banskobystrických biskupů. Ve 20. století byla v něm umístěna základní škola, kterou později nahradil Státní okresní archiv. Zámeček má jednoduché fasády, okna jsou lemována šambránami.
- Kaple svatého Urbana, barokní stavba z let 1707–1717. Nachází se mezi vinicemi. Opravena byla v roce 1999.[4]
- Kaple sv. Josefa, pozdněklasicistní stavba z let 1855–1856. V interiéru se nachází barokní socha Panny Marie. Obnovena byla z iniciativy Štefana Moyzese.[5]
- V obci vyvěrá termální pramen Teplica, který pak pokračuje jako v zimě nezamrzající vodní tok Teplička.
- Andezitový masiv Krivín je chráněn jako přírodní rezervace. Starší osídlení lokality dokládá hradiště a popelnicové pole z doby halštatské, dále sídliště z doby velkomoravské.
- Z etnografického hlediska je obec zajímavá typickým oděvem – tekovským krojem a typickými zvyky, které patří do tekovského regionu. Používáním měkkého typu středoslovenského nářečí patří také mezi tzv. čilejkařské obce. Výraz „čilej“ znamená „nyní“ (slovensky „teraz“).